# Pangurban
Pangurban is een geslacht van uitgestorven roofdieren behorend tot de Nimravidae. Dit katachtige dier leefde tijdens het Laat-Eoceen in Noord-Amerika, 40 tot 37 miljoen jaar geleden. De typesoort is Pangurban egiae. De ontdekking van deze soort vond enkele miljoenen jaren vóór andere genoemde nimraviden in Noord-Amerika plaats en suggereert dat hypercarnivoren zich snel ontwikkelden en verspreidden na het warme Midden-Eoceen.

## Beschrijving
Pangurban egiae zou in veel opzichten katachtig zijn geweest, hoewel aangezien het holotype onvolledig is, de meeste beschrijvingen een vergelijking met naaste verwanten vereisen. Met behulp van tandafmetingen werd de lichaamsmassa geschat op 28 kilogram. De soort was mogelijk zo groot als de kleinste bergleeuwen. Vanwege de nauwe verwantschap met de beter bekende nimravide Hoplophoneus, kan Pangurban een soortgelijk uiterlijk hebben gehad met een gedrongen postuur en een benige richel in zijn onderkaak om zijn sabeltanden te beschermen.

## Fossiele vondsten
Pangurban werd in 2022 beschreven aan de hand van een gedeeltelijke bovenkaak met een deel van het gebit. Het fossiel is 40 tot 37 miljoen jaar oud en het werd gevonden in het Pomerado-conglomeraat nabij San Diego in de Amerikaanse staat Californië. De vondst dateert uit de North American Land Mammal Age Duchesnean.  
De naam van het geslacht verwijst naar 'Pangur Bán', een Iers gedicht uit de negende eeuw over een kat. De soortnaam eert wetenschapper Naoko Egi. 

## Verwantschap
Pangurban is de oudst bekende Noord-Amerikaanse vorm binnen de Nimravidae. Het was echter wel een ontwikkelende vorm die verwant is aan Hoplophoneus. Dit wijst op een snelle ontwikkeling en verspreiding van de nimraviden na hun verschijnen in de loop van het Laat-Eoceen.